# Blauw en Wit
Blauw en Wit (Hebreeuws: כחול לבן, Kaḥol Lavan) is een centristische politieke partij en voormalige lijstverbinding in Israël, opgericht door oud-generaal Benny Gantz in samenwerking met Yair Lapid van Yesh Atid en Moshe Ya'alon van Telem om deel te nemen aan de verkiezingen in april 2019. De naam van de lijstverbinding is een referentie naar de Israëlische vlag, tevens wordt 'blauw en wit' ook gebruikt om iets typisch Israëlisch aan te duiden. Bij de parlementsverkiezingen van 23 maart 2021 haalde de partij acht zetels in de 24e Knesset.
Na het aangaan van een coalitie met Benjamin Netanyahu splitste de partij in twee fracties, die van Gantz en Yesh Atid-Telem. Gantz heeft de naam Blauw en Wit gehouden, terwijl Yesh Atid de kiessymbool van de voormalige coalitie gebruikt. In peilingen is Blauw en Wit in elkaar gestort, volgens peilingen uit januari 2021 staat Blauw en Wit net onder de kiesdrempel, omdat haar voormalige aanhangers vooral over zijn gestapt tot de nieuwe partij Nieuwe Hoop van Gideon Sa'ar, Yamina van Naftali Bennett en Yesh Atid van Yair Lapid.

## Geschiedenis
De lijstverbinding is ontstaan in februari 2020 als lijstverbinding van de centrum-partijen Yesh Atid (Er is een Toekomst) van journalist Yair Lapid, Chosen L'Yisrael (Veerkracht voor Israël) van voormalig generaal Benny Gantz en Moshe Ya'alon van Telem. Telem voegde zich in januari al bij Gantz' partij. Als doel had Blauw en Wit het vervangen van de regering en hierbij huidige minister-president Benjamin Netanyahu te berechten wegens corruptie.
In zijn huidige vorm heeft de partij vijftien van de 120 zetels in de Knesset en vormt het een deel van het Kabinet-Netanyahu V om een impasse te beëindigen in verband met het coronapandemie. Gantz liet zich eerst nomineren als voorzitter van de Knesset alvorens een functie in te nemen als minster van Defensie en alternatieve minister-president (tot november 2021). Twee partijen die deel uitmaakten van de groep, Yesh Atid en Telem, vormden in maart 2020 een eigen fractie als reactie hierop, waarbij twee leden van Telem zich afsplitsten om Derech Eretz te vormen dat wel een onderdeel is van de regering. Sindsdien heeft Benny Gantz' fractie de naam 'Blauw en Wit' aangenomen. De partij is bezig met onderhandelingen over het samenvoegen met de Arbeidspartij.

## Programma
De programma van de partij voor de verkiezingen van april 2019 luidde:
- Anti-corruptie: Het begrenzen van het aantal termijnen van de minister-president.
- Religie: Het legalizeren van burgerlijk huwelijk en het instellen van een gelijke bidplaats op de Westmuur.
- Onderwijs: 12,5 miljard sjekel investeren in kinderdagverblijven. Meer prioriteiten leggen op Engels en wiskundelessen.
- Werk: Vrouwen en ultra-orthodoxen aansporen tot werken.
- Israëlisch-Palestijns conflict; Vredeplannen weer opstarten met drie voorwaarden:
  - De Jordaanvallei in Israëlische handen.
  - Geen Palestijnse terugkeerrecht.
  - Een onverdeelde Jeruzalem als hoofdstad van Israël.

Israëlische politieke partijen in de 25e Knesset
Likoed · Yesh Atid · Partij van Nationale Eenheid (Blauw en Wit / Veerkracht voor Israël · Nieuwe Hoop) · Shas · Religieus-Zionistische Partij · Verenigd Thora-Jodendom (Agudat Yisrael · Degel HaTorah) · Otzma Yehudit · Yisrael Beiteinu · Ra'am · Hadash-Ta'al · Arbeidspartij · Noam
Israëlische politieke partijen buiten de 25e Knesset (vaak voormalige partijen)

Ale Yarok · Balad · Cheroet · Derech Eretz · Gezamenlijke Lijst · Hatnua · Het Joodse Huis · Hetz · Kach · Kadima · Kulanu · Meemad · Meretz · Nationaal-Religieuze Partij · Nieuw Rechts · Shinui · Unie van Rechtse Partijen · Yachad · Yamina · Zionistische Unie